# Scythris veletae
Scythris veletae is een vlinder uit de familie dikkopmotten (Scythrididae). De wetenschappelijke naam is voor het eerst geldig gepubliceerd in 1990 door Passerin d'Entreves.
De soort komt voor in Europa.